# Magdalena de França
Magdalena de França (francès: Madeleine de France)  (Tours, 1 de desembre de 1443 - Pamplona, 23 de gener de 1495) fou princesa de Viana. Era filla de Carles VII de França i Maria d'Anjou i d'Aragó i mare de Francesc I de Navarra i Caterina I de Navarra.
Encara era impúber quan fou promesa al rei de Bohèmia i Hongria, Ladislau el Pòstum; però aquest matrimoni no s'arribà a celebrar per haver mort Ladislau el 23 de novembre de 1457, Ladislau va morir sobtadament mentre preparava el seu matrimoni amb Magdalena, durant molts anys va perdurar la creença que havia mort enverinat pels seus adversaris polítics de la Bohèmia. Però l'exhumació del seu cadàver al segle xx va demostrar que havia mort de leucèmia.
El 1462 Magdalena va contraure matrimoni el 7 de març a Lescar amb Gastó III de Castellbò, Príncep de Viana i hereu del tron de Navarra que morí en un torneig el 1470, pel que Magdalena s'encarregà de la tutela del seu fill Francesc Febus, el qual heretà els comtats de Foix i de Bigorra, i després el tron de Navarra, i a la mort de Francesc, fou regent de Caterina I de Navarra amb el seu lloctinent Alan d'Albret, qui pel tractat de València va obtenir un subsidi dels Reis Catòlics per a combatre Anna de França a la Guerra boja, a canvi de reforçar el seu protectorat sobre el Regne de Navarra,. Amant de la pau en els seus Estats, tractà de posar fi a les dissensions entre beaumontesos i agramontesos.